# Munții Baraolt

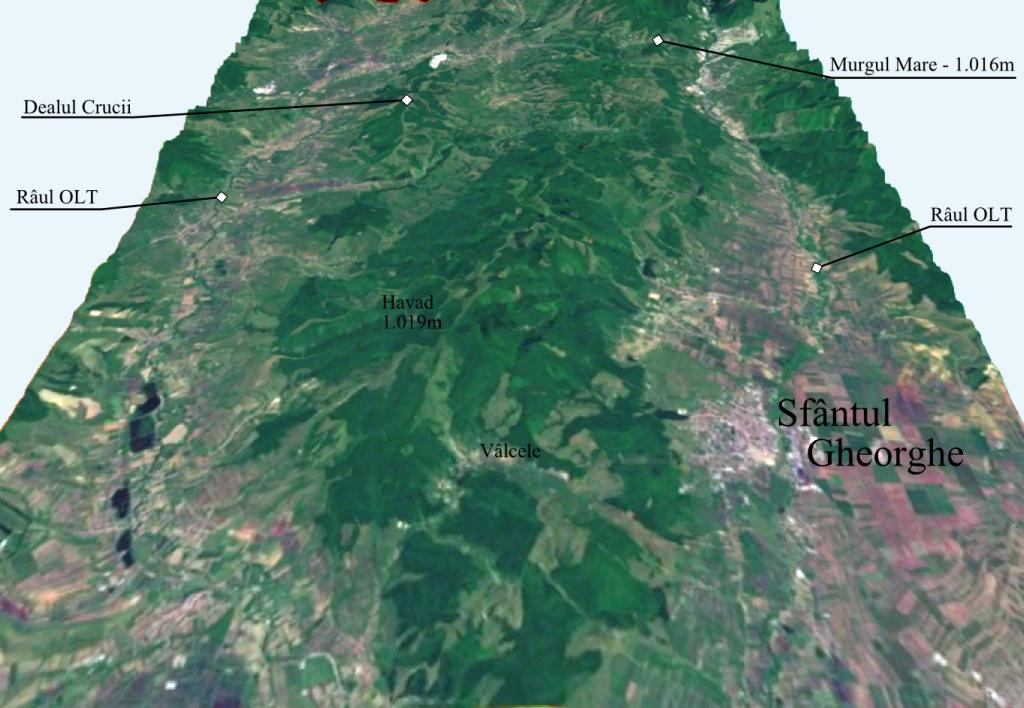
Prelucrare 3D pentru Munţii Baraoltului

Munții Baraolt  sunt o grupă muntoasă a Carpaților de Curbură, aparținând de lanțul muntos al Carpaților Orientali. Cel mai înalt pisc este Vârful Havad, având 1.019 m. 